# Neža Žerjav
Neža Žerjav, slovenska smučarska tekačica, * 9. avgust 1999, Ljubljana.
Žerjav je za Slovenijo nastopila na zimskih olimpijskih igrah leta 2022 v Pekingu, kjer je dosegla 53. mesto na 30 km, 55. mesto na 15 km in 71. mesto na 10 km. V svetovnem pokalu je debitirala 18. decembra 2022 na 20 km tekmi v Davosu s 43. mestom.